# 短瓣虎耳草
短瓣虎耳草（学名：Saxifraga andersonii）为虎耳草科虎耳草属下的一个种。

## 扩展阅读
維基物種上的相關：短瓣虎耳草